# Arena hidrofóbica

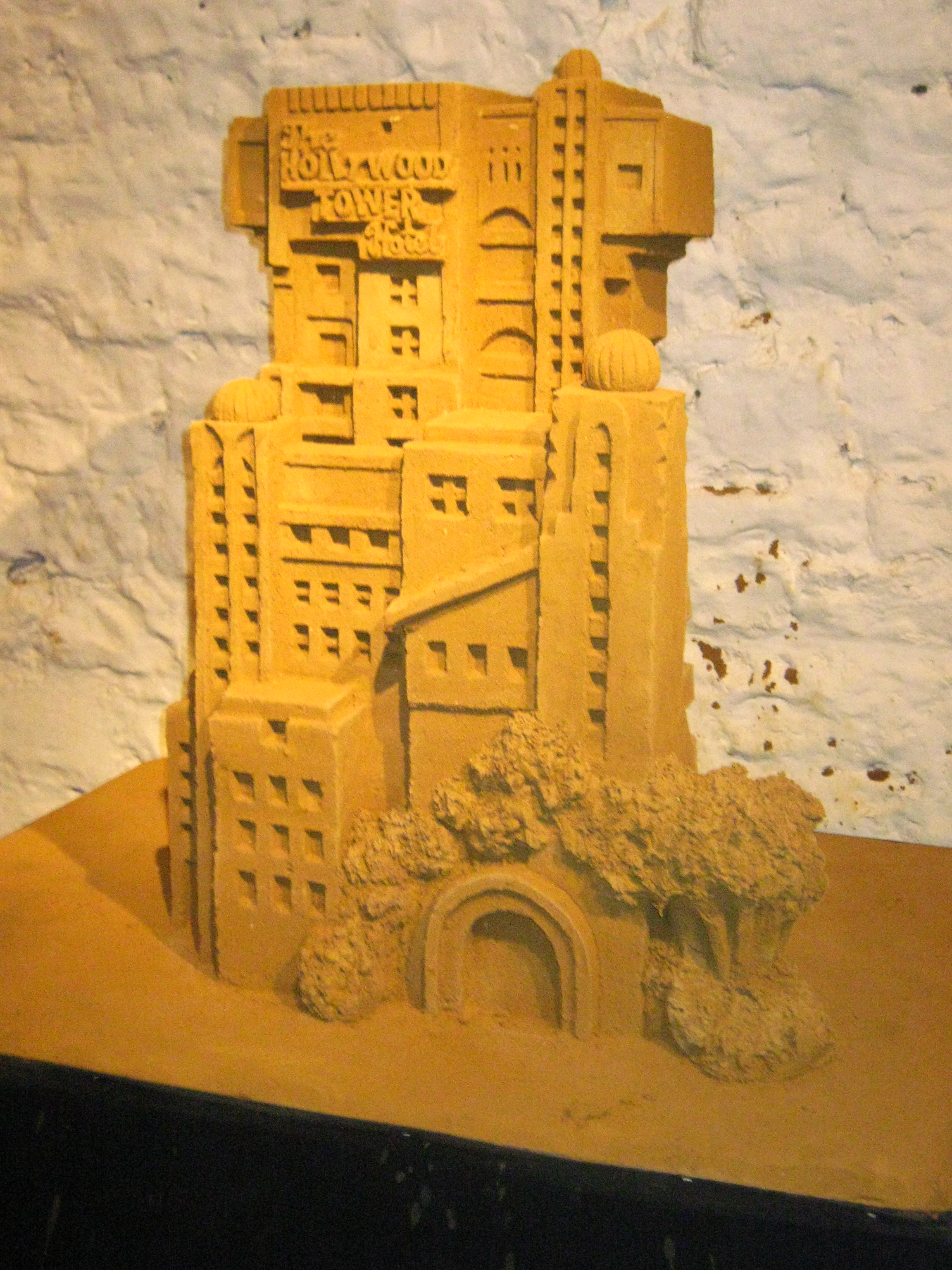
Escultura hecha con "arena mágica"

La arena hidrofóbica, también conocida como arena mágica, es un compuesto arenoso artificial scultura hecha con "arena mágica"que repele al agua y que, si se sitúa en una capa de 10 cm de espesor por debajo del suelo arenoso del desierto, detiene la filtración del agua de lluvia hacia el subsuelo, haciendo así posible que haya líquido suficiente para las plantas.
Cada grano de esta arena mágica está cubierto con un aditivo llamado SP-HFS 1609, desarrollado con ayuda de la nanotecnología, cuya composición es mantenida en secreto por sus creadores por motivos comerciales.
La arena mágica también ha hecho fortuna en el mundo infantil como juguete por sus condiciones de maleabilidad y no toxicidad, siendo cada día un juguete más popular.[cita requerida]